# Érico Veríssimo
Érico Lopes Veríssimo (Cruz Alta, 17 dicembre 1905 – Porto Alegre, 28 novembre 1975) è stato uno scrittore brasiliano.

## Biografia
Era figlio di Sebastião Veríssimo da Fonseca e Abegahy Lopes Veríssimo. Suo padre, erede di una ricca famiglia a Cruz Alta, andò incontro ad una rovina finanziaria durante la giovinezza del figlio e, di conseguenza, Érico non riuscì a completare la scuola secondaria dovendo lavorare per sostenere la famiglia.
Érico divenne proprietario di una farmacia ma senza grande successo. Si trasferì quindi a Porto Alegre, nel 1930, disposto a vivere esclusivamente vendendo i suoi scritti. Lì iniziò a frequentare scrittori di fama, come Mário Quintana, Augusto Meyer, Guilhermino César e altri. L'anno successivo fu assunto per ricoprire la posizione di segretario di edizione della Revista do Globo, di cui sarebbe diventato redattore nel 1933. Intraprese poi l'intero progetto editoriale presso Editora Globo, promuovendone la fama nazionale.
Pubblicò la sua prima opera, Fantoches ("Fantocci"), nel 1932, con una sequenza di racconti, per lo più sotto forma di brevi storie. L'anno successivo, pubblicò il suo primo grande successo con la storia d'amore, Clarissa.
Nel 1943 si trasferì, con la famiglia, negli Stati Uniti, dove insegnò Letteratura brasiliana all'Università di Berkeley, fino al 1945. Tra il 1953 e il 1956 fu direttore del Dipartimento per gli affari culturali dell'Organizzazione degli Stati americani, a Washington. Questo periodo della sua vita è documentato in alcuni dei suoi libri, tra cui: Gato Preto em Campo de Neve ("Gatto nero in un campo di neve"), A Volta do Gato Preto ("Il ritorno del gatto nero") e História da Literatura Brasileira ("Storia della letteratura brasiliana"), che contiene alcune delle sue lezioni da lui tenute alla UCLA. Il suo poema epico O Tempo e o Vento ("Il tempo e il vento") è diventato uno dei grandi capolavori del romanzo brasiliano, insieme a Os Sertões di Euclides da Cunha e Grande Sertão: Veredas di Guimarães Rosa.
La sua trilogia storica O Tempo e o Vento ("Il tempo e il vento") è considerata la sua opera più importante, scritta nel periodo 1949-1961, dalla quale sorsero personaggi primordiali come Ana Terra e Capitão Rodrigo che divennero popolari tra i suoi lettori. Quattro dei suoi libri, Time and the Wind, Night, Mexico e Sua eccellenza l'ambasciatore, sono stati tradotti in lingua inglese da Linton Lomas Barrett.
Nel 1965 Veríssimo pubblicò il romanzo O Senhor Embaixador ("Sua eccellenza l'ambasciatore"), in cui rifletteva sulle deviazioni dell'America Latina.
Nel romanzo Incidente em Antares ("Incidente ad Antares"), scritto nel 1971, traccia un parallelismo tra la politica brasiliana, l'uso della fantasia e la ribellione dei cadaveri durante uno sciopero dei becchini, nella città fittizia di Antares.
Dopo aver sofferto di un attacco di cuore nel 1975, non fu in grado di completare il secondo volume della sua autobiografia intitolato Solo de Clarineta ("Clarinetto solo"), che doveva essere una trilogia, a parte una storia d'amore che si sarebbe intitolata A Hora do Sétimo Anjo ("L'ora del settimo angelo").

## Vita privata
Si sposò, nel 1931 con Mafalda Volpe ed ebbe due figli, Luís Fernando Veríssimo, anche lui scrittore, e Clarissa.

## Opere
Le sue opere sono state raccolte in tre edizioni:
- Obras de Erico Verissimo ("Opere di Érico Veríssimo") - 1956 (17 volumi)
- Obras completas ("Opera completa") - 1961 (10 volumi)
- Ficção completa ("Opere di finzione complete") - 1966 (5 volumi)

I libri di Érico Verissimo sono stati tradotti in tedesco, spagnolo, finlandese, francese, olandese, ungherese, indonesiano, inglese, italiano, giapponese, norvegese, romeno, russo e ceco.
Racconti brevi
- Fantoches ("Fantocci")
- As mãos de meu filho ("Le mani di mio figlio")
- O ataque ("L'attacco")
- Os devaneios do general ("I sogni del generale")

Romanzi
- Clarissa – 1933
- Caminhos Cruzados ("Strade incrociate") – 1935
- Música ao Longe ("Musica lontana") – 1936
- Um Lugar ao Sol ("Un posto al Sole")– 1936
- Olhai os Lírios do Campo ("Guarda i gigli di campo")– 1938
- Saga – 1940
- O Resto É Silêncio| ("Il resto è silenzio") – 1943
- O Tempo e o Vento ("Il tempo e il vento"):
  - O continente ("Il continente") – 1949
  - O Retrato ("Il ritratto") – 1951
  - O Arquipélago ("L'arcipelago") – 1961
- Noite ("Notte") - 1954 (le versioni pubblicate in Portogallo contengono anche "A Sonata" ("La sonata"), un racconto breve scritto da un insegnante di musica solitario, che si vede trasportato nel passato, negli anni della sua gioventù, dove si innamora di una bella donna)
- O Senhor Embaixador ("Sua eccellenza l'ambasciatore") – 1965
- O Prisoneiro ("Il prigioniero") – 1967
- Incidente em Antares ("Incidente ad Antares") – 1971

Letteratura per l'infanzia
- A vida de Joana d'Arc – 1935
- As Aventuras do Avião Vermelho – 1936
- Os Três Porquinhos Pobres – 1936
- Rosa Maria no Castelo Encantado – 1936
- Meu ABC – 1936
- As Aventuras de Tibicuera – 1937
- O Urso com Música na Barriga – 1938
- A Vida do Elefante Basílio – 1939
- Outra vez os três porquinhos – 1939
- Viagem à aurora do mundo – 1939
- Aventuras no mundo da higiene – 1939
- Gente e bichos – 1956

Letteratura di viaggio
- Gato Preto em Campo de Neve – 1941
- A Volta do Gato Preto – 1946
- México – 1957
- Israel em Abril – 1969

Autobiografie
- O escritor diante do espelho – 1966 (in "Ficção Completa")
- Solo de Clarineta – Memórias (Volume I) – 1973
- Solo de clarineta – Memórias (Volume II) – 1976 (edizione postuma, curata da Flávio L. Chaves)

Saggi
- Brazilian Literature: an Outline – 1945
- Mundo velho sem porteira – 1973
- Breve história da literatura brasileira

Biografie
- Um certo Henrique Bertaso – 1972

Traduzioni
Romanzi
- The Ringer, di Edgar Wallace – 1931
- The Crimson Circle, di Edgar Wallace – 1931
- The Door with Seven Locks, di Edgar Wallace – 1931
- Jahrgang 1902, di Ernst Glaeser – 1933
- Point Counter Point, di Aldous Huxley – 1934
- Little Man, What Now?, di Hans Fallada – 1937
- We Are Not Alone, di James Hilton – 1940
- Goodbye Mr. Chips, di James Hilton – 1940
- Of Mice and Men, di John Steinbeck – 1940
- Portrait of Jennie, di Robert Nathan – 1942
- They Shoot Horses, Don't They?], di Horace McCoy – 1947
- Then and Now, di William Somerset Maugham – 1948
- The Clue of the New Pin, di Edgar Wallace – 1956

Racconti brevi
- Psychology, di Katherine Mansfield – 1939 (Revista do Globo)
- Bliss, di Katherine Mansfield – 1940
- Her First Ball, di Katherine Mansfield – 1940 (Revista do Globo)